# Santiago Silva Azambuja
 Santiago Ibraim Silva Azambuja (Salto, Uruguay, 2 de agosto de 1993) es un futbolista uruguayo que juega como portero y actualmente milita en el América de Cali de la Categoría Primera A.

## Trayectoria
Santiago Silva fue formado en las inferiores de Defensor Sporting Club. Hizo parte del plantel profesional de Boston River desde el 2019 hasta la temporada 2024. En enero de 2025 fue traspasado al América de Cali del fútbol colombiano. 

## Clubes
| Club            | País     | Año           |
| --------------- | -------- | ------------- |
| Boston River    | Uruguay  | 2019-2024     |
| América de Cali | Colombia | 2025-presente |